# Кошкунов, Идрис
Идрис Кошкунов (1897 год, Узынбулак, Джаркентский уезд, Семиреченская область, Российская империя, ныне Кегенский район — 1944 год, Архангельская область, РСФСР, СССР) — советский казахский общественный и государственный деятель.

## Биография
Происходит из рода албан Старшего жуза.
В 1917 гг. окончил школу в Жаркентскую сельскохозяйственную школу.
В 1919 г. — в составе эскадрона конной армии в составе первого гвардейского корпуса Красной Армии.
В 1921—1924 годах — заведующий отдела Жаркентского уездного исполнительного комитета. В 1924—1926 года — председатель исполнительного комитета Жетысуского округа. В 1926—1935 г. — председатель исполнительного комитета Западно-Казахстанской, Актюбинской, Акмолинской и Карагандинской областей. С 1935 года — заместитель председателя рабоче-крестьянской инспекции, председатель комиссии контроля Казахской ССР, в ЦК КП(б)К.
Член 5-9-го созыва КазЦИК и 2-4-го созыва ЦИК СССР.
В 1937 г. был арестован, сослан в Архангельскую область, где и умер в ИТЛ. В 1960 г. был реабилитирован.